# Choi Min-jeong
Choi Min-jeong (kor. 최민정; ur. 9 września 1998 w Seulu) – południowokoreańska łyżwiarka szybka, specjalistka short tracku, trzykrotna mistrzyni olimpijska, multimedalistka mistrzostw świata.

## Kariera
Zaczęła uprawiać łyżwiarstwo w 2004 roku w Seulu, a w narodowej reprezentacji Korei zadebiutowała w 2014 roku.
W 2014 roku zdobyła pięć medali mistrzostw świata juniorów w Erzurum – dwa złote, jeden srebrny i dwa brązowe. Złote medale wywalczyła w biegu na 1000 m i w sztafecie.
W 2015 i 2016 roku wystąpiła na mistrzostwach świata seniorów. Podczas pierwszego startu, w Moskwie, zdobyła cztery złote medale (w biegach na 1000 i 3000 m, w wieloboju i sztafecie) i jeden brązowy (na 1500 m). W Seulu obroniła trzy złota (w wieloboju, sztafecie i biegu na 1000 m), a w biegu na 1500 m zdobyła srebrny medal. Wystartowała także na kolejnych mistrzostwach świata, w 2017 roku w Rotterdamie, jednak nie zdobyła medali – była piąta na 1000 i 1500 m, szósta w wieloboju, siódma na 500 m i dziewiąta na 3000 m. W 2018 zdobyła pięć złotych medali – na 500, 1500 i 3000 m, w wieloboju i sztafecie.
W listopadzie 2016 roku w Salt Lake City ustanowiła rekord świata na dystansie 1500 m, uzyskując czas 2:14,354.
Podczas igrzysk w Pjongczangu zdobyła dwa złote medale olimpijskie – w rywalizacji na 1500 m i w sztafecie na 3000 m. Wystąpiła również w biegach na 500 i 1000 m, w których zajęła odpowiednio szóste i czwarte miejsce. W Pjongczangu była jedyną zawodniczką short tracku, która zdobyła dwa tytuły mistrzyni olimpijskiej.
Na igrzyskach w Pekinie wywalczyła kolejne trzy medale olimpijskie. Złoty medal otrzymała w konkurencji biegu na 1500 m, srebrny zaś otrzymała zarówno w konkurencji biegu na 1000 m, jak i sztafety (razem z Seo Whi-min, Kim A-lang i Lee Yu-bin). Uczestniczyła też w konkurencji biegu na 500 m, gdzie odpadła w ćwierćfinale i zajęła ostatecznie 14. pozycję, jak również w konkurencji sztafety mieszanej, gdzie drużyna z jej udziałem odpadła też w ćwierćfinale i zajęła 3. pozycję w kolejce.